# Angela Mortimerová
Florence Angela Margaret Mortimerová Barrettová (* 21. dubna 1932, Plymouth, Devon) je bývalá anglická tenistka, ženská světová jednička, vítězka tří grandslamových turnajů ve dvouhře.

## Tenisová kariéra
Spolu s Anne Shilcockovou vytvořila pár, který triumfoval v ženské čtyřhře Wimbledonu roku 1955. To bylo jediné její vítězství v ženské čtyřhře na grandslamu. Finále si ještě zahrála s Coghlanovou na Australian Championships 1958.
Ve smíšené čtyřhře se probojovala do jediného grandslamového finále spolu s Peterem Newmanem na Australian Championships 1958.
Podle Lance Tingaye z The Daily Telegraph a Buda Collinse z Daily Mailu, byla v první desítce ženského tenisu v období 1953 až 1956 a opět v letech 1958 až 1962, na 1. místě klasifikována pak v roce 1961.
Do Mezinárodní tenisové síně slávy byla uvedena v roce 1993.
Provdala se za bývalého tenistu, komentátora BBC Johna Barretta.

## Grand Slam – statistika finálových utkání ve dvouhře

### Vítězství (3)
| Rok  | Turnaj                   | Finalistka                   | Výsledek       |
| 1955 | French Championships     | Dorothy Headová Knodeová     | 2–6, 7–5, 10–8 |
| 1958 | Australian Championships | Lorraine Coghlanová          | 6–3, 6–4       |
| 1961 | Wimbledon                | Christine Trumanová Janesová | 4–6, 6–4, 7–5  |

### Finalistka (2)
| Rok  | Turnaj               | Vítězka          | Výsledek   |
| 1956 | French Championships | Althea Gibsonová | 6–0, 12–10 |
| 1958 | Wimbledon            | Althea Gibsonová | 8–6, 6–2   |

## Výsledky dvouhry na Grand Slamu
| Turnaj    | 1951  | 1952  | 1953  | 1954  | 1955  | 1956  | 1957  | 1958  | 1959  | 1960  | 1961  | 1962  | Celkově SR |
| --------- | ----- | ----- | ----- | ----- | ----- | ----- | ----- | ----- | ----- | ----- | ----- | ----- | ---------- |
| Austrálie | A     | A     | A     | A     | A     | A     | A     | W     | A     | A     | A     | A     | 1 / 1      |
| Francie   | A     | A     | 3k    | A     | W     | F     | A     | A     | A     | A     | A     | A     | 1 / 3      |
| Wimbledon | 2k    | 3k    | QF    | QF    | 2k    | SF    | 3k    | F     | QF    | QF    | W     | 4k    | 1 / 12     |
| US Open   | A     | QF    | 3k    | A     | 1k    | A     | A     | A     | 1k    | A     | SF    | A     | 0 / 5      |
| SR        | 0 / 1 | 0 / 2 | 0 / 3 | 0 / 1 | 1 / 3 | 0 / 2 | 0 / 1 | 1 / 2 | 0 / 2 | 0 / 1 | 1 / 2 | 0 / 1 | 3 / 21     |